# Maria Benedetta di Braganza
Maria Benedetta del Portogallo (nome completo in portoghese: Maria Francisca Benedita Ana Isabel Antónia Lourença Inácia Teresa Gertrudes Rita Joana Rosa de Bragança; Lisbona, 25 luglio 1746 – Lisbona, 18 agosto 1829) fu un'infanta portoghese e la più giovane delle figlie del re Giuseppe I del Portogallo e di sua moglie Marianna Vittoria di Spagna.

## Biografia

### Infanzia
Maria Benedetta nacque a Lisbona; il nome le fu imposto in onore di papa Benedetto XIV. Fu ben educata alla musica da Davide Perez e alla pittura da Domingos Sequeira: un pannello realizzato da lei e sua sorella è ancora visibile nella Basilica da Estrela.

### Matrimonio
Il 21 febbraio 1777 sposò suo nipote, minore di lei di 15 anni, Giuseppe, principe di Beira, legittimo erede al trono del Portogallo, in quanto figlio maggiore della futura regina Maria I. Maria Benedetta e Giuseppe non ebbero figli; tuttavia ella abortì tre volte: la prima nel 1778, la seconda nel 1780 e la terza volta nel 1786.
Tre giorni dopo le nozze, il padre delle due sorelle, Giuseppe I, morì e Maria gli successe diventando regina regnante. L'Infante Giuseppe diventò il nuovo principe ereditario, avendo ricevuto i titoli di Principe del Brasile e XVI Duca di Braganza. Maria Benedetta diventò la nuova principessa ereditaria con il titolo di Principessa del Brasile.

### Vita successiva e morte

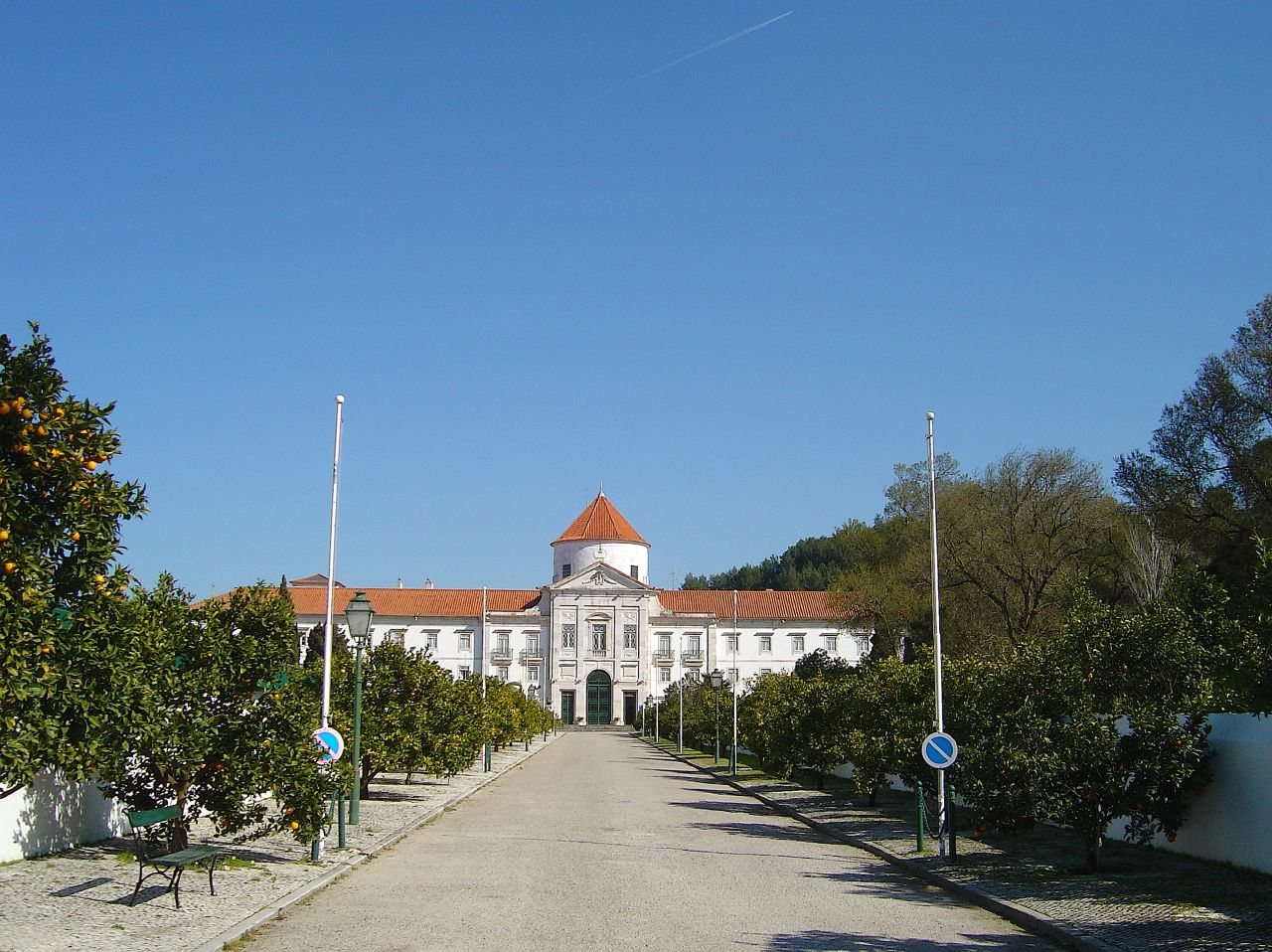
L'ospedale militare Asilo de Inválidos Militares de Runa

Nel 1788 Giuseppe morì e Maria Benedetta diventò la Principessa vedova del Brasile, come fu nota durante il resto della sua lunga vita. In contrasto con altre vedove, che fondavano conventi e chiese, scelse di fondare l'ospedale militare Asilo de Inválidos Militares de Runa. Seguì la famiglia reale nell'esilio in Brasile nel 1808.
Maria Benedetta morì a Lisbona e venne sepolta nel pantheon della dinastia nel monastero di São Vicente de Fora.

## Ascendenza
|                                     |                        |                                    | Genitori                            |  |  | Nonni |  |  | Bisnonni                 |  |  | Trisnonni                  |  |
|                                     |                        |                                    |                                     |  |  |       |  |  | Pietro II del Portogallo |  |  | Giovanni IV del Portogallo |  |
|                                     |                        |                                    |                                     |  |  |       |  |  | Pietro II del Portogallo |  |  | Giovanni IV del Portogallo |  |
|                                     |                        | Luisa di Guzmán                    |                                     |  |  |       |  |  | Pietro II del Portogallo |  |  |                            |  |
| Giovanni V del Portogallo           |                        |                                    |                                     |  |  |       |  |  | Pietro II del Portogallo |  |  |                            |  |
|                                     |                        | Maria Sofia del Palatinato-Neuburg | Filippo Guglielmo del Palatinato    |  |  |       |  |  |                          |  |  |                            |  |
|                                     |                        | Maria Sofia del Palatinato-Neuburg | Filippo Guglielmo del Palatinato    |  |  |       |  |  |                          |  |  |                            |  |
|                                     |                        | Maria Sofia del Palatinato-Neuburg | Elisabetta Amalia d'Assia-Darmstadt |  |  |       |  |  |                          |  |  |                            |  |
| Giuseppe I del Portogallo           |                        | Maria Sofia del Palatinato-Neuburg |                                     |  |  |       |  |  |                          |  |  |                            |  |
|                                     |                        | Leopoldo I d'Asburgo               | Ferdinando III d'Asburgo            |  |  |       |  |  |                          |  |  |                            |  |
|                                     |                        | Leopoldo I d'Asburgo               | Ferdinando III d'Asburgo            |  |  |       |  |  |                          |  |  |                            |  |
|                                     |                        | Leopoldo I d'Asburgo               | Maria Anna d'Asburgo                |  |  |       |  |  |                          |  |  |                            |  |
| Maria Anna d'Asburgo                |                        | Leopoldo I d'Asburgo               |                                     |  |  |       |  |  |                          |  |  |                            |  |
|                                     |                        | Eleonora del Palatinato-Neuburg    | Filippo Guglielmo del Palatinato    |  |  |       |  |  |                          |  |  |                            |  |
|                                     |                        | Eleonora del Palatinato-Neuburg    | Filippo Guglielmo del Palatinato    |  |  |       |  |  |                          |  |  |                            |  |
|                                     |                        | Eleonora del Palatinato-Neuburg    | Elisabetta Amalia d'Assia-Darmstadt |  |  |       |  |  |                          |  |  |                            |  |
| Maria Benedetta del Portogallo      |                        | Eleonora del Palatinato-Neuburg    |                                     |  |  |       |  |  |                          |  |  |                            |  |
|                                     | Luigi, il Gran Delfino | Luigi XIV di Francia               |                                     |  |  |       |  |  |                          |  |  |                            |  |
|                                     | Luigi, il Gran Delfino | Luigi XIV di Francia               |                                     |  |  |       |  |  |                          |  |  |                            |  |
|                                     | Luigi, il Gran Delfino | Maria Teresa d'Asburgo             |                                     |  |  |       |  |  |                          |  |  |                            |  |
| Filippo V di Spagna                 | Luigi, il Gran Delfino |                                    |                                     |  |  |       |  |  |                          |  |  |                            |  |
|                                     |                        | Maria Anna Vittoria di Baviera     | Ferdinando Maria di Baviera         |  |  |       |  |  |                          |  |  |                            |  |
|                                     |                        | Maria Anna Vittoria di Baviera     | Ferdinando Maria di Baviera         |  |  |       |  |  |                          |  |  |                            |  |
|                                     |                        | Maria Anna Vittoria di Baviera     | Enrichetta Adelaide di Savoia       |  |  |       |  |  |                          |  |  |                            |  |
| Marianna Vittoria di Borbone-Spagna |                        | Maria Anna Vittoria di Baviera     |                                     |  |  |       |  |  |                          |  |  |                            |  |
|                                     |                        | Odoardo II Farnese                 | Ranuccio II Farnese                 |  |  |       |  |  |                          |  |  |                            |  |
|                                     |                        | Odoardo II Farnese                 | Ranuccio II Farnese                 |  |  |       |  |  |                          |  |  |                            |  |
|                                     |                        | Odoardo II Farnese                 | Isabella d'Este                     |  |  |       |  |  |                          |  |  |                            |  |
| Elisabetta Farnese                  |                        | Odoardo II Farnese                 |                                     |  |  |       |  |  |                          |  |  |                            |  |
|                                     |                        | Dorotea Sofia di Neuburg           | Filippo Guglielmo del Palatinato    |  |  |       |  |  |                          |  |  |                            |  |
|                                     |                        | Dorotea Sofia di Neuburg           | Filippo Guglielmo del Palatinato    |  |  |       |  |  |                          |  |  |                            |  |
|                                     |                        | Dorotea Sofia di Neuburg           | Elisabetta Amalia d'Assia-Darmstadt |  |  |       |  |  |                          |  |  |                            |  |
|                                     |                        | Dorotea Sofia di Neuburg           |                                     |  |  |       |  |  |                          |  |  |                            |  |